# Trichoglossus johnstoniae
Il lorichetto di Mindanao (Trichoglossus johnstoniae Hartert, 1903) è un uccello della famiglia Psittaculidae, endemico delle Filippine.
Il suo habitat naturale sono le umide regioni oltre il limite degli alberi subtropicali o tropicali. È minacciato dalla perdita dell'habitat.